# 1º Reggimento AVES "Antares"
Il 1° Reggimento aviazione dell'Esercito "Antares" è una unità dell'Esercito Italiano posta alle dipendenze della Brigata aviazione dell'Esercito, di stanza all'aeroporto "Tommaso Fabbri" di Viterbo.

## Storia
Il reggimento viene creato nel 1976 e si insedia all'aeroporto "Tommaso Fabbri" di Viterbo con la denominazione di 1º Raggruppamento aviazione leggera esercito "Antares", unità che incorpora i già operanti 1º Reparto elicotteri uso generale e 1º Reparto elicotteri medi, entità che modificheranno in seguito la propria denominazione in 11º Gruppo squadroni ETM "Ercole" e 51º Gruppo squadroni EM "Leone".
Nel 1976 viene concessa e conseguentemente consegnata all'unità la Bandiera di guerra.
La successiva introduzione di nuovi elicotteri CH-47C determinerà, in aggiunta ai precedenti, la creazione di un ulteriore Gruppo squadroni, il 12°, che assumerà la denominazione di "Gru" e che, a causa del riassetto del reparto, sarà disciolto il 1 Settembre 1981 e confluirà nel 11º Gruppo squadroni.
Il Raggruppamento viene successivamente trasformato in 1º Reggimento aviazione leggera esercito "Antares" e nel 1993 assume la denominazione di 1º Reggimento aviazione dell'Esercito "Antares".
Nel novembre 1993 viene costituito lo Squadrone ACTL, che viene posto, nel 1999, alle dipendenze del 28º Gruppo squadroni AVES "Tucano".
Il passaggio temporaneo dell'aviazione dell'Esercito all'Arma di cavalleria, a partire dal 1999, comporterà il cambio della Bandiera di guerra, che verrà sostituita dallo Stendardo di combattimento, ed il conseguente cambio di denominazione in 1º Reggimento cavalleria dell'aria "Antares", in data 1 gennaio 2000.
A partire dal 1º settembre 2001 il Reggimento ricompende fra i suoi reparti il 26º Gruppo squadroni aviazione dell'Esercito "Giove", già appartenente alla Brigata paracadutisti "Folgore".
Il 3 novembre 2003, il reparto torna ad assumere la precedente denominazione di 1º Reggimento AVES "Antares".
Il Reggimento, dotato di elicotteri tipo CH-47C, AB.412 e NH-90, era formato da 2 Gruppi squadroni denominati: 11º Gruppo squadroni AVES "Ercole" e 26º Reparto elicotteri per operazioni speciali (REOS). Quest’ultimo, costituito il 4 ottobre 2002, è divenuto nel 2012 reggimento autonomo, con la denominazione 3º Reggimento elicotteri per operazioni speciali "Aldebaran".
Il 28º Gruppo squadroni "Tucano" è l'unico reparto dotato di aeromobili ad ala fissa della specialità.
Recentemente sono stati immessi in servizio aerei a pilotaggio remoto (APR) Shadow-200 denominati TUAV (Tactical Unmanned Aerial Vehicle) il cui compiti sono la ricognizione e acquisizione di obiettivi..